# St. Peter und Paul (Gemünden am Main)

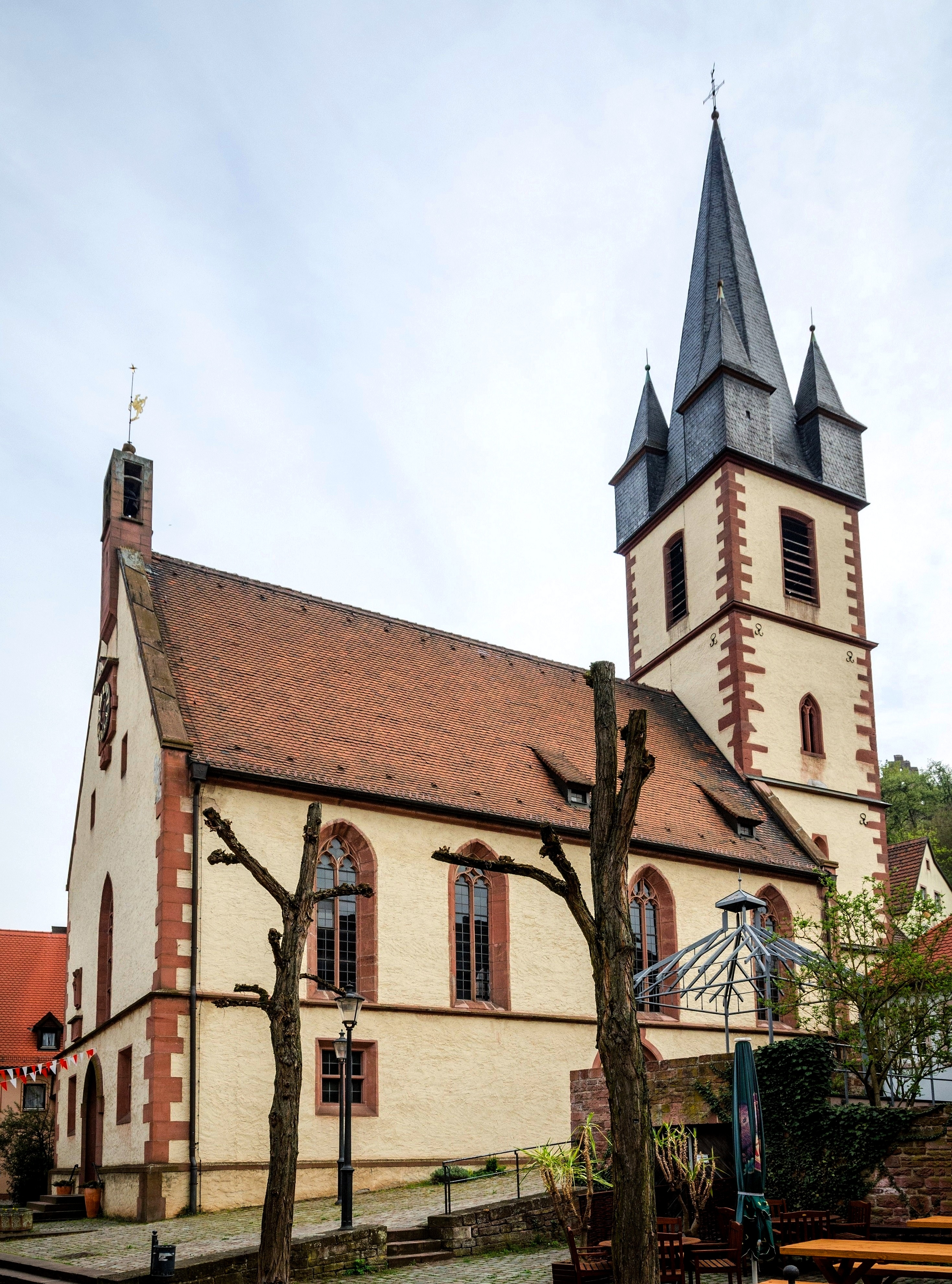
St. Peter und Paul

Die römisch-katholische Stadtpfarrkirche  St. Peter und Paul  befindet sich mitten in der Fußgängerzone in Gemünden. Die gotische Kirche steht unter dem Patrozinium der heiligen Petrus und Paulus.

## Geschichte
Bereits 1316 stand in Gemünden eine kleine, dem Apostel Petrus geweihte Kirche. Das Jahr 1341 gilt als Gründungsjahr der Pfarrei, zuvor war die Kirche eine Filialkirche der Pfarrei von Wiesenfeld. Gemünden gehörte seit 1469 zum Hochstift Würzburg. Aufgrund der wachsenden Bevölkerung musste die kleine Kirche 1468–88 dem Neubau einer Saalkirche weichen. Die Reformation wurde in der Grafschaft Rieneck mit dem Übertritt des Grafen Philipp III. zum lutherischen Glauben eingeführt. Die Stadt war von drei Seiten von der Grafschaft Rieneck umgeben. Nach Aussterben der Familie Rieneck fiel die Grafschaft 1559 an Kurmainz zurück, das die Rekatholisierung der Untertanen durchführte. Kirchenpatronat war nun das Domkapitel Mainz. 1815 fiel die Stadt an Bayern. Im Zweiten Weltkrieg wurde die Kirche zerstört. Es sind nur noch die Grundmauern und das Erdgeschoss des Turmes mit dem Kreuzrippengewölbe vom Krieg verschont geblieben. Der Wiederaufbau erfolgte 1948–1950 als freie Rekonstruktion in der alten Kubatur unter Hinzufügung des Seitenschiff und einer eingeschossigen Tordurchfahrt.

## Beschreibung

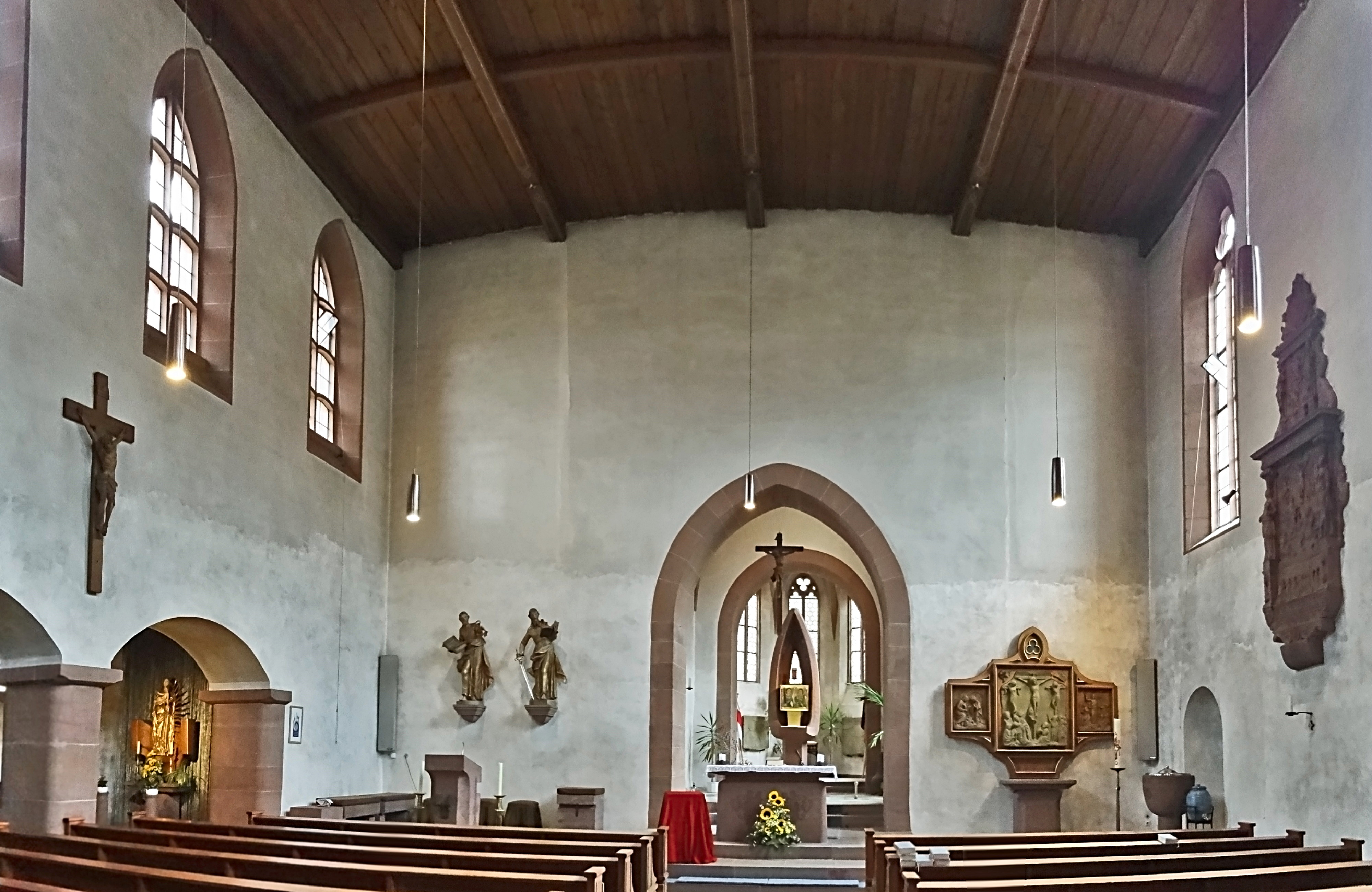
Innenansicht

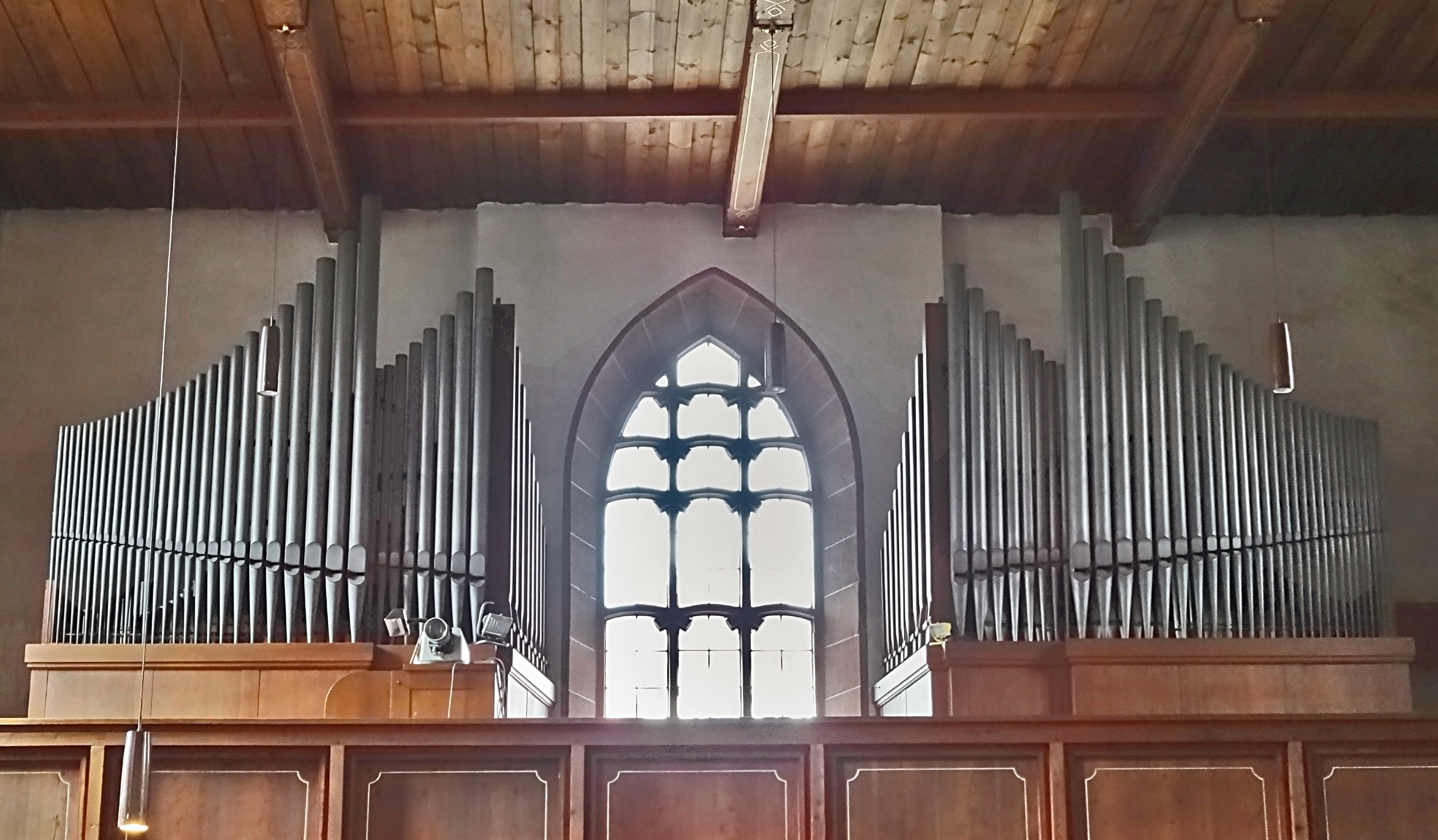
Die Orgel

Die heutige zweischiffige Hallenkirche ist ein verputzter Mauerwerksbau mit Lisenen an den Ecken aus Sandstein. Sie hat ein hohes, mit einem Satteldach bedecktes Mittelschiff und ein niedriges, mit einem Pultdach versehenes Seitenschiff. Im Inneren gibt es zwei Skulpturen der Heiligen Petrus und Paulus sowie ein monumentales Epitaph von 1601 mit Hinweis auf Simon Hügel.
Im Glockenturm hingen ursprünglich vier Glocken, die älteste von 1477, die jüngste von 1611. Ihre Inschriften sind nicht mehr zu entziffern. Im Glockengiebel befindet sich keine Glocke. Der eingezogene Unterbau des Chorturms stammt von 1488, ebenso die polygonale Apsis als Schluss des Chores. An der nördlichen Innenwand des Langhauses sind zu dieser Zeit Fresken entstanden.
Der Kirchturm hat einen verschieferten Spitzhelm mit vier Scharwachttürmen.
1950 wurde die Orgel mit zwei Manualen, einem Pedal und 18 Registern Opus 1007 von der Johannes Klais Orgelbau beschafft. Eine Information zur Orgel steht hier:
Drei Glocken kamen 1956 dazu. 1956/57 erfolgte die Rekonstruktion des Turmes mit Aufstockung. Die große Christusglocke aber konnte erst 1970 gekauft werden. 1987 wurde die Kirche innen renoviert.

## Denkmalschutz
Das Kirchengebäude steht unter Denkmalschutz. Es wurde unter dem Aktenzeichen D-6-77-131-28 in der Denkmalliste des Bayerischen Landesamtes für Denkmalpflege erfasst.